# Малодербетівський улус
Малодербетівський улус — адміністративно-територіальна одиниця (улус), існувала в Російській імперії і РРФСР в складі Астраханської Губернії (з 1788 до 1920 рік) і в складі Калмицької автономної області (з 1920 до 1930 рік). Улусна ставка — Малі Дербети, з 1920 року — село Тундутове.

## Історія
Малодербетівський улус був оснований в 1788 в результаті розділу Дербетівського улусу на дві частини. Розділ пройшов в наслідок міжусобиць між братами після смерті володаря Дербетового улусу Калмицького степу, виникли після смерті старшого нойона дербетів Цебека-Улуші.

## Джерело
- Очерки истории Калмыцкой АССР: Дооктябрьский период. В 2-х томах. Институт истории (Академия наук СССР), Калмыцкий научно-исследовательский институт языка, литературы и истории/под ред. Н. В Устюгова. М.: Наука, 1967. 479 стр.